# Parti communiste soudanais
Le Parti communiste soudanais est un parti politique communiste au Soudan. 
Le parti a été illégal durant la majeure partie de son existence (sous la colonisation britannique, puis sous les différentes dictatures militaires qui ont dirigé le Soudan) tout en exerçant une forte influence sur plusieurs événements majeurs de l'histoire du pays.
Fondé en 1946, il a été une force politique majeure au Soudan et l'un des partis communistes les plus influents du monde arabo-musulman, avec le Parti communiste irakien. 

## Histoire
Le Parti communiste soudanais est fondé en 1946, une décennie avant l'indépendance du Soudan alors colonie britannique, à l’initiative du Mouvement démocratique de libération nationale (MDLN), principale organisation communiste en Égypte. Parti mineur au début de son existence, le PCS voit sa notoriété augmenter via la Fédération des syndicats ouvriers, fondée en 1950, dans laquelle les communistes jouent un rôle prépondérant ; notamment chez les travailleurs des chemins de fer qui, du fait de leur métier, parviennent à diffuser le marxisme à travers le Soudan. 
Après indépendance du Soudan obtenue en 1956, un régime multipartiste est mis en place au Soudan, et la popularité du PCS grandit sous le régime du général Ibrahim Abboud auquel il s'oppose seul, mais efficacement, en s'appuyant sur les couches modernes bourgeoises : intellectuels, avocats, médecins, étudiants, mais aussi officiers et paysans d'Al-Jazirah, région où s’est développée une agriculture moderne. En outre, les communistes soudanais ont l’avantage d’être organisés en structures modernes avec des cellules de base, des bureaux régionaux, un Comité central élu lors du Congrès, et un Bureau politique chargé de mettre en application les directives du parti. 
En 1964, le parti tient un rôle déterminant dans la « révolution d’Octobre » qui fait chuter le dictature militaire et pro-britannique, et aboutit à l’instauration d’un régime parlementaire, dont le gouvernement de transition inclut plusieurs communistes. Cette insurrection populaire est le premier exemple d’une stratégie définie par le PC, appelée à se répéter : elle combine la mise en place d’un large front politique opposé à la dictature, des manifestations multiples, et une grève politique de masse, orchestrée par les syndicats ouvriers et professionnels. Toutefois, les années suivantes, les partis traditionnels, et tout particulièrement le parti islamiste d’Hassan al-Tourabi, le considéraient avec méfiance, ce qui conduisit à son interdiction sous le prétexte de « blasphème ». Alors que la répression contre les syndicats s’intensifie, une guerre éclate dans le sud à majorité animiste ou chrétienne où des populations réclament depuis plusieurs années l’indépendance qui absorbe les ressources nationales.
Son influence décrut brusquement en 1971, lorsqu'un coup d'État avorté d'officiers pro-communistes mena le chef de l'État Gaafar Nimeiry à lancer une vague de répression contre le parti. Nimeiry dissout les organisations de masse liées aux communistes, puis annonce sa décision de créer un parti unique sur le modèle de l’Union socialiste arabe, parti unique au pouvoir en Égypte. Il fait arrêter de nombreux cadres communistes, dont le secrétaire général Abdel Khaliq Mahjub,. Le 30 mai, le parti dénonce « une dictature militaire et policière » qui bénéficie de l’appui des Frères musulmans, et appelle à la formation d’un front national. Les leaders Abdel Khaliq Mahjub, Joseph Garang, Alshafi Ahmed Elshikh, Babkir Elnour ou Hashim Elatta sont exécutés.
Le Parti communiste soudanais participe à la révolution de 1985 qui renverse  Gaafar Nimeiry, et s'implique dans la vie politique durant la courte période démocratique qui s’ensuit (1986-1989). Mais est de nouveau interdit après le coup d’État militaire d'Omar el-Béchir en 1989. De nombreux militants sont assassinés ou torturés en prison.
Depuis 2012, le parti est dirigé par Muhammad Mukhtar Al-Khatib,, remplaçant Muhammad Ibrahim Nugud qui était à ce poste depuis 2006. Le parti ne joue plus qu'un rôle marginal dans la vie politique soudanaise. Il soutient le retour à la démocratie et s'oppose à la sécession du Soudan du Sud.
En 2018, le Parti communiste prend la tête d'un mouvement de contestation contre le plan d'austérité adopté par le gouvernement. Le secrétaire général du parti, Mokhtar Al Khatib, et d'autres dirigeants sont arrêtés. Il participe à la révolution soudanaise en 2019 qui conduit à la chute d'Omar el-Béchir.

## Idéologie
Le Parti communiste soudanais défend dès sa fondation des politiques très progressistes pour l'époque, notamment en direction des femmes et des minorité ethniques. Il est ainsi le seul parti politique dans les années 1940 et 1950 à autoriser l'adhésion des femmes, puis le premier à faire élire une femme, Fatima Ahmed Ibrahim, au Parlement en 1965. Il est également le seul parti politique à soutenir la demande d'autonomie pour le Sud et a intégré très tôt dans sa direction des militants originaires du Sud.
La qualité et le rayonnement de ses dirigeants, tels Abdel Khalek Mahjoub, le secrétaire général Chafi’ Al-Cheikh, le dirigeant des syndicats, ou Joseph Garang, promoteur de l’autonomie du Soudan du Sud, participent à l’aura du PC, qui sait combiner la lutte pour la libération nationale et pour la justice sociale.

## Membres célèbres
- Mohammed Wardi, chanteur et compositeur
- Fatima Ahmed Ibrahim, figure du féminisme et première femme députée du Soudan
- Khalida Zahir, figure du féminisme et une des premières femmes médecins